# 母性行動
母性行動（ぼせいこうどう 英語:maternal behavior)とは、卵や産まれたばかりの仔を保護したり、仔に餌を与えて育てる行動のことを指す。雌ばかりでなく、雄が参加した場合も母性行動の語を用いる。親による子の保護のひとつの型である。

## 概要
卵、あるいは仔への継続的なケアを母性行動と呼ぶ。これらは無脊椎動物から哺乳類にまで観察される行為である。